# Jan Godwaldt

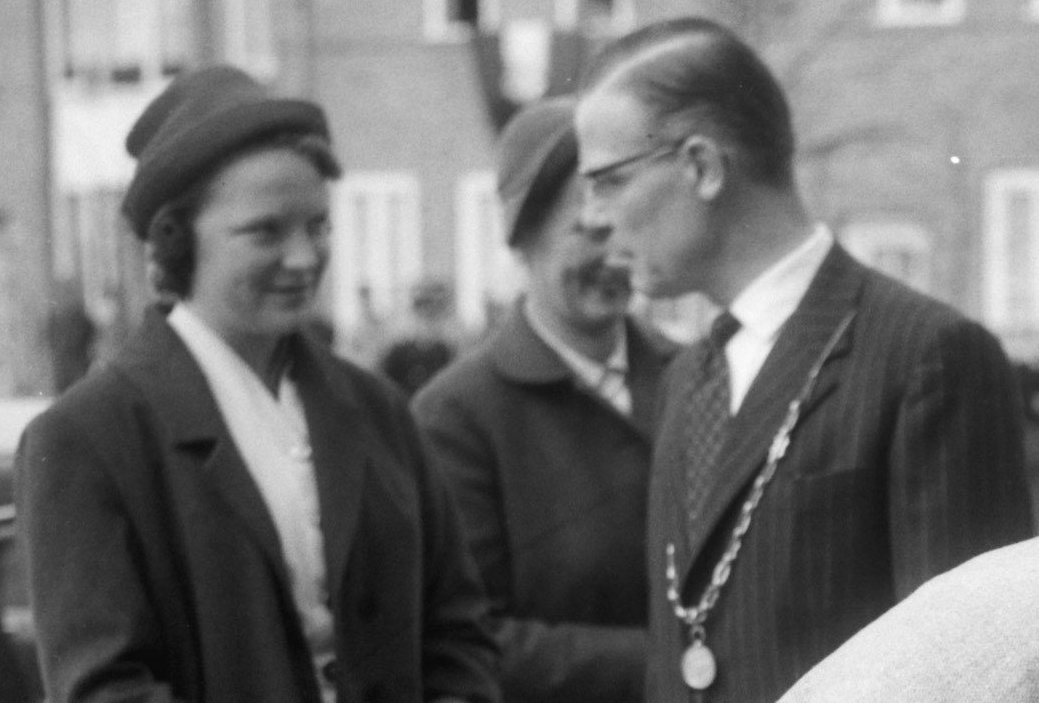
Prinses Irene met burgemeester J.P. Godwaldt (1958)

Johannes Petrus (Jan) Godwaldt (Delft, 31 december 1910 – Roosendaal en Nispen, 29 augustus 1977) was een Nederlands politicus van de KVP.
Zijn vader was inspecteur bij een RK levensverzekeringsmaatschappij en in 1913 verhuisde het gezin van Delft naar Den Haag. Na de middelbareschool ging Jan Godwaldt als schrijver (jongste bediende) werken bij de gemeentesecretarie van Voorburg waar hij het bracht tot commies. In 1939 werd hij benoemd tot chef 'ongeschoolden' bij de arbeidsbeurs (voorganger van het arbeidsbureau) in Den Haag. Later werd hij de directeur van het arbeidsbureau van eerst Oosterhout en daarna Roosendaal en hij is ook waarnemend directeur geweest van het arbeidsbureau in Bergen op Zoom. In 1947 werd Godwaldt benoemd tot burgemeester van Hooge en Lage Zwaluwe en in september 1952 volgde zijn benoeming tot burgemeester van Etten-Leur. Bij de Watersnoodramp van 1953 in de nacht van 31 januari op 1 februari 1953 had Hooge- en Lage Zwaluwe nog geen nieuwe burgemeester waarop Godwaldt de bestuurlijke leiding weer op zich nam tot Conrad Vlak daar twee weken later benoemd werd. In januari 1960 volgde hij Freijters op als burgemeester van Roosendaal en Nispen. Op 1 januari 1976 ging Godwaldt daar met pensioen en anderhalf jaar later overleed hij op 66-jarige leeftijd.
In Hooge Zwaluwe is naar hem de Burgemeester Godwaldtstraat vernoemd en in Roosendaal is hij de naamgever van het Burgemeester Godwaldtpark.